# Straßenbahn Neapel
Die Straßenbahn Neapel ist das Straßenbahnsystem in der italienischen Stadt Neapel und wird vom örtlichen Verkehrsunternehmen Azienda Napoletana Mobilità (ANM) betrieben. Das Streckennetz ist circa zwölf Kilometer lang und wird von drei Linien bedient:
- 1: (Via Stadera) Emiciclo di Poggioreale – Hafen (Via Cristoforo Colombo)
- 2: Piazza Nazionale – San Giovanni a Teduccio (Betriebshof)
- 4: San Giovanni a Teduccio (Betriebshof) – Hafen (Via Cristoforo Colombo)

## Geschichte
Die Straßenbahn Neapel wurde 1875 als Pferdebahn eröffnet und später elektrifiziert. Ab 1883 fuhren die ersten Dampfstraßenbahnen. 1911 wurden 27 Linien von mehreren Gesellschaften betrieben. Im Jahr 1929 übernahm die Stadt Neapel Linien, Fahrzeuge und Infrastruktur von den verschiedenen Vorgängergesellschaften und führte sie im Unternehmen Azienda Tranviaria Napoli (ATCN) zusammen, das 1918 gegründet worden war.
Kurze Zeit später, im Dezember 1930 wurde der Betrieb an die Körperschaft Ente Autonomo Volturno, einen örtlichen Stromversorger in öffentlicher Hand, übergeben. 1937 wurde die EAV Konzessionär des Betriebs, aber aufgrund verschiedener Schwierigkeiten gab die EAV am 1. Januar 1941 die Konzession zurück und die Gemeinde führte die Straßenbahn als Eigenbetrieb.
1947 wurde die  Azienda Tranvie Autofilovie Napoli (ATAN) gegründet, die die städtischen Straßenbahnen von der Ente Autonomo Volturno übernahm.
Wie in vielen italienischen Städten wurde das Straßenbahnnetz in den Jahren 1952 bis 1954 drastisch verkleinert, zugunsten von Oberleitungs- und Dieselbussen. Ab 1963 verkehrten noch vier Linien. Mit der Netzreduzierung gehörten auch die sogenannten roten Liniennummern der Vergangenheit an.
Die Versuche, das verbleibende Rumpfnetz – bereits ohne die Strecke Barri–Borelli, die durch das Irpinia-Erdbeben von 1980 zerstört worden war – weiterzuentwickeln, führten zu keinem Ergebnis. Hier ist insbesondere das für die Fußball-Weltmeisterschaft 1990 geplante Projekt der Linea Tranviaria Rapida („Schnellstraßenbahn“), das unter anderem zur Stilllegung der gesamten Strecke nach Fuorigrotta (Via Cumana – Via Lepanto – Via Giambattista Marino bis zum dortigen Betriebshof) führte.

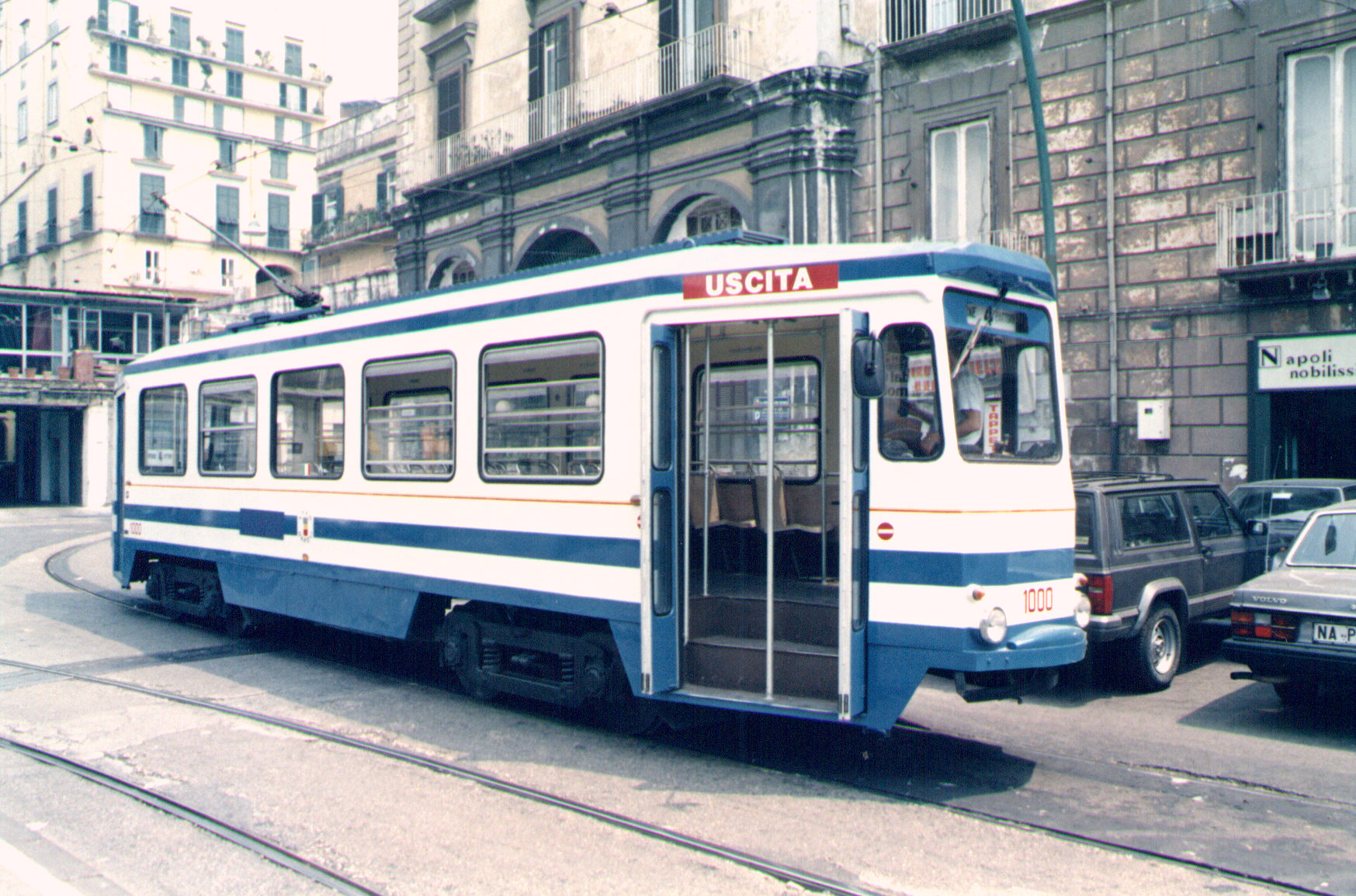
Der Peter Witt-Altbauwagen Nummer 1000 in der Sonderlackierung der sogenannten Meereslinie

Die Linea Tranviaria Rapida wurde wegen technischer Probleme niemals fertiggestellt. Als schnelle Lösung wurden einige alte Wagen in blau-weißen Farben umlackiert und als Meereslinie bezeichnet. So ähnelten sie den modernen – nie in Betrieb gegangenen – Straßenbahnwagen der Schnellstraßenbahn.

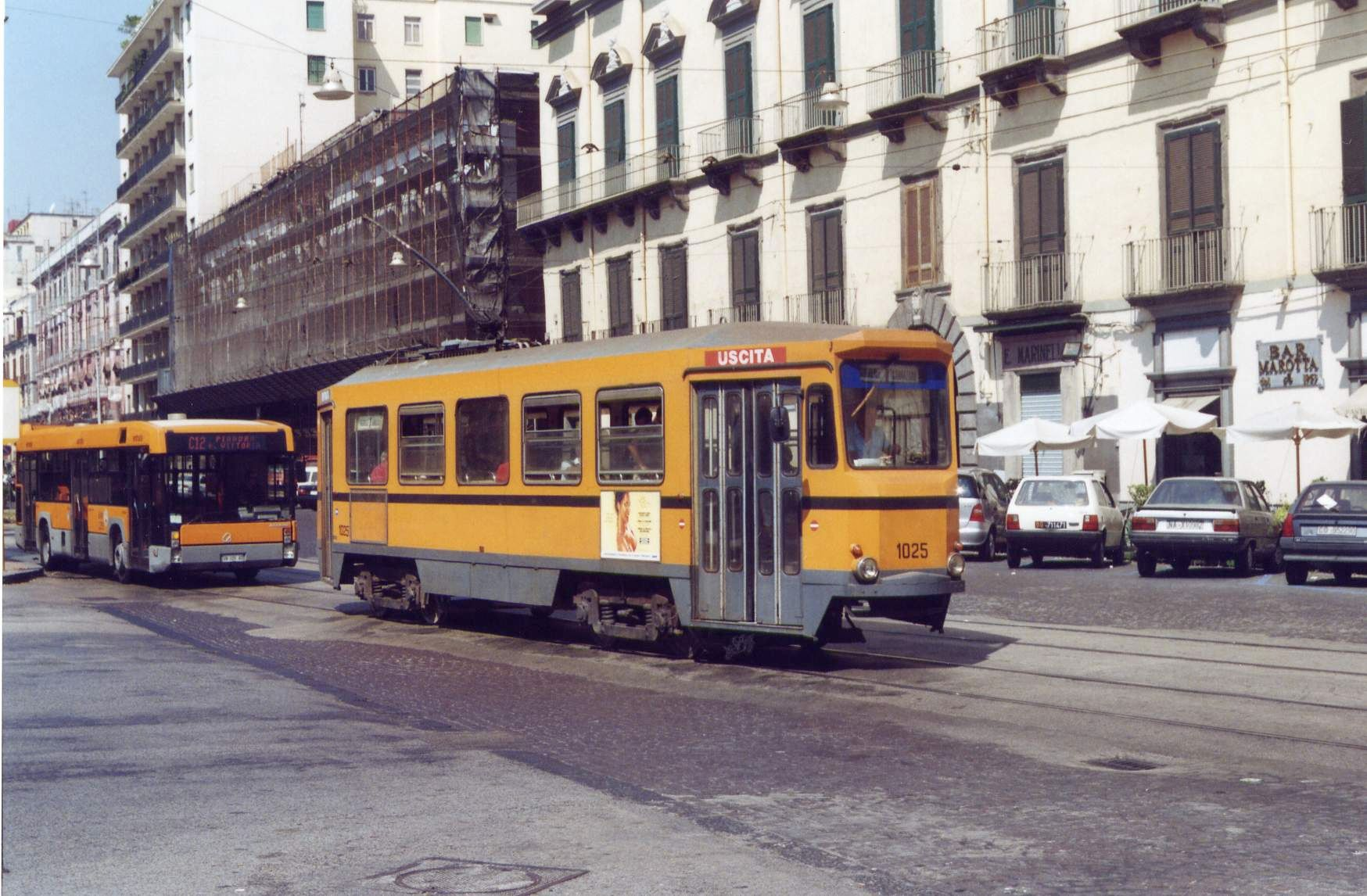
Wagen 1025 an der Riviera di Chiaia

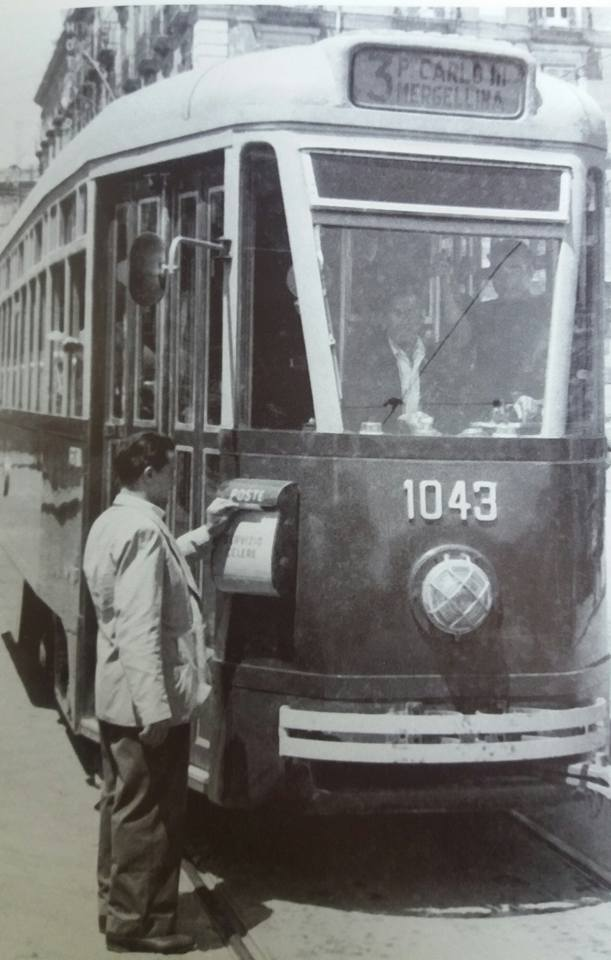
Wagen mit Straßenbahnbriefkasten, 1950er Jahre

Stattdessen kam es zu weiteren Einschnitten ins Straßenbahnnetz. Gemäß dem Nahverkehrsplan von 1997 sollte die Straßenbahn nicht mehr über den Rathausplatz hinausfahren. 1998 wurde auf Grund der Proteste vieler Händler der Abschnitt vom Piazzale Tecchio nach Bagnoli stillgelegt, 2000 folgte die Strecke von der Piazza Vittoria zum Piazzale Tecchio.
Erst nach der Jahrtausendwende wurde ein Programm zur Stärkung der Straßenbahn begonnen: 2004 wurde dar erste neue Triebwagen des Typs AnsaldoBreda Sirio vorgestellt, die historische Endstelle Poggioreale wurde wieder in Betrieb genommen, dank der Neugestaltung der Trasse zwischen dem Emiciclo Poggioreale und der Piazza Nazionale, wo die Straßenbahn eine Schleifenfahrt um den Platz machte. Die Wendeschleife ist nicht mehr in Betrieb, soll jedoch reaktiviert werden. Eine weitere wichtige Erneuerung (wenn auch nur halb ausgeführt) betrifft die Trasse auf der Riviera di Chiaia.
Nichtsdestoweniger gibt es zahlreiche Hindernisse auf dem Weg zu einem normalen Straßenbahnverkehr, angefangen bei den ewigen städtischen Bauarbeiten.
Sie sind auch der Grund, weshalb in Neapel von 2016 bis Herbst 2019 keine Straßenbahnzüge verkehrten. Wegen einer rund 40 Meter langen Baustelle direkt vor dem einzigen Depot konnten die Fahrzeuge dieses nicht mehr verlassen.
Nachdem die ersten Probefahrten zur Wiedereröffnung des Straßenbahnnetzes im Spätsommer durchgeführt wurden, wurde die erneute Betriebsaufnahme zeitnah geplant. Mit Stand Oktober 2019 sind wieder die 22 neuen Sirio-Fahrzeuge im Einsatz. Ebenfalls wieder betriebsfähig sind 18 Altbaufahrzeuge des Typs CTK.

## Planungen
Der städtische Generalverkehrsplan sieht die Schaffung von neuen Linien zum Viertel Ponticelli, längs der Via S. Alfonso Maria dei Liguori und zur Piazza Carlo III vor, außerdem die Wiederinbetriebnahme der Schleife Mergellina und eine neue Linie auf eigenem Gleiskörper mit stadtbahnmäßigem Charakter von Piscinola nach Villaricca auf der Trasse der 1976 stillgelegten Eisenbahnstrecke Alifana bassa vor. Diese Linie scheint jedoch nicht über das Planungsstadium hinauszukommen.
Nach Abschluss der Bauarbeiten und der Verwirklichung dieser Projekte sollte das Straßenbahnnetz Neapels aus folgenden Linien bestehen:
- 1 Emiciclo di Poggioreale – Piazza Sannazaro
- 2 Via Stadera – San Giovanni a Teduccio
- 2/ Emiciclo di Poggioreale – San Giovanni a Teduccio (gestrichene Linie)
- 4 San Giovanni a Teduccio (Betriebshof) – Piazza Vittoria
- Abzweig zur Piazza Carlo III
- Linie nach Ponticelli
- Linie Piscinola – Villaricca

## Fahrzeuge
- 22 AnsaldoBreda Sirio

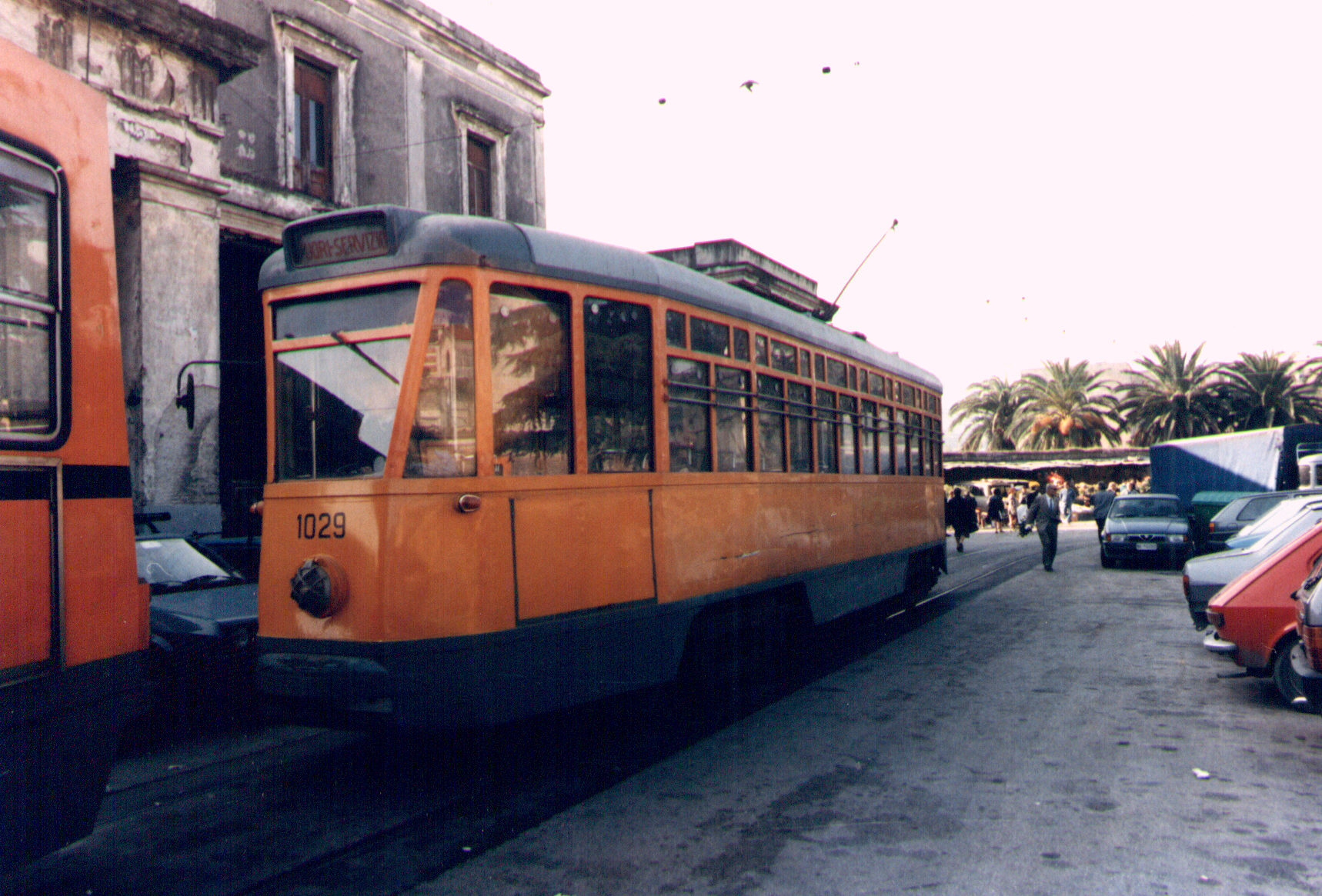
Wagen 1029 noch in orangefarbener Lackierung

- 30 CT139K (Typ Peter Witt), nicht mehr im Einsatz

Im Mai 2024 wurde bekannt, dass der türkische Hersteller Bozankaya 20 Zweirichtungswagen im Wert von 63 Millionen Euro liefern werde. Bei diesen Fahrzeugen handelt es sich um fünfteilige Multigelenkwagen mit einer Länge von ungefähr 30 Metern und einer Breite von 2,4 Metern. Ungewöhnlich ist, dass die Doppeltüren in den Endwagenteilen zwischen Fahrwerk und Gelenk statt zwischen Fahrwerk und Führerstand angeordnet werden sollen. Bei einer Leermasse von 37 Tonnen sollen sie eine Antriebsleistung von 4 × 95 kW haben.

## Erinnerungskultur
Zwei Wagen des südlichen Typs wurden zu musealen Zwecken erhalten: Der Wagen 1004 befindet sich äußerlich restauriert im ehemaligen Straßenbahndepot Fuorigrotta, während der Wagen 1029 nach einer originalgetreuen Restaurierung, die seit 2006 von der Belegschaft des Betriebshofs San Giovanni durchgeführt wurde, am 10. Januar 2011 in der klassischen grünen Farbgebung der 1960er Jahre der Stadt präsentiert wurde. Zu diesem Anlass wurde auch der Wagen 1052 vollständig erneuert und in neuer Farbgebung präsentiert, die zukünftig der gesamte Wagenpark der Peter-Witt-Wagen tragen soll, nachdem sie mehr als dreißig Jahre lang im so genannten Ministerial-Orange lackiert waren.
Ein dritter Wagen desselben Typs, Wagen 961, wurde von einer Turiner Gesellschaft erworben, die für den Erhalt und die Restaurierung sorgt.

## Betriebshöfe
Von den ursprünglich fünf Betriebshöfen der Straßenbahn Neapel ist nur noch der Betriebshof San Giovanni in Betrieb, der sich im Viertel San Giovanni a Teduccio in der östlichen Peripherie Neapels befindet.
Der Betriebshof Fuorigrotta wurde nach dem Erdbeben von 1980 stillgelegt und beheimatet außer dem Museumswagen 1004 auch verschiedene historische Oberleitungsbusse und Omnibusse, die dort ausgestellt sind.